# دينر غوميز كليمنت
دينر غوميز كليمنت هو لاعب كرة قدم برازيلي في مركز الوسط، ولد في 13 مارس 1992 في ساو باولو في البرازيل. لعب مع باوليستا ونادي بورتيمونينسي ونادي ساو باولو ونادي غواراني ونادي الطائي السعودي.

## وصلات خارجية
- دينر غوميز كليمنت على موقع قاعدة بيانات كرة القدم.إي يو (الإنجليزية)
- دينر غوميز كليمنت على موقع Soccerway.com (الإنجليزية)